# Traves (Italie)
Pour les articles homonymes, voir Traves (homonymie).
Traves (en français Travey) est une commune de la ville métropolitaine de Turin dans le Piémont en Italie.

## Administration
| Période                                  | Période  | Identité      | Étiquette | Qualité |
| ---------------------------------------- | -------- | ------------- | --------- | ------- |
| 14 juin 2004                             | En cours | Eraldo Perino |           |         |
| Les données manquantes sont à compléter. |          |               |           |         |

### Hameaux
Biò, Villa, Grangia, Rozello, Andrè, Bertolè, Tese, Luisetti, Malerba, Perini, Tiglierai, Corgne, Campetto

### Communes limitrophes
Mezzenile, Pessinetto, Viù, Germagnano

### Évolution démographique
Habitants recensés